# 2427 Kobzar
2427 Kobzar è un asteroide della fascia principale. Scoperto nel 1976, presenta un'orbita caratterizzata da un semiasse maggiore pari a 2,7402961 UA e da un'eccentricità di 0,1644000, inclinata di 4,16170° rispetto all'eclittica.
L'asteroide è dedicato al poeta ucraino Taras Hryhorovyč Ševčenko.